# Óriás viaszpálma
Az óriás viaszpálma (Ceroxylon quindiuense, régebbi nevén andesi viaszpálma, Ceroxylon andicola, helyi nevén Palma de cera del quindio) a pálmafélék családjának Ceroxylon nemzetségbe tartozó faj, a világ legmagasabbra növő pálmaféléje. 
Kolumbia „nemzeti fáját” törvény védi; az ország Los Nevados Nemzeti Természeti Park andoki, nedves hegyvidéki erdőiben őshonos.

## Származása, elterjedése
A Kolumbia északnyugati részén lévő Quindío megyében, az Andok Cocora nevű völgyében honos, endemikus faj.

## Megjelenése, felépítése
50 (60) méter magasra nőhet, amivel a világ legmagasabb pálmája és egyben legmagasabb egyszikű növénye. Világos törzsét viasz borítja.
Szárnyas levelei sötétzöldek, szürkés árnyalattal. A levélnyél 2 m hosszú is lehet.

## Életmódja, termőhelye
A trópusi magashegyi éghajlatot kedveli. Természetes élőhelye 2500-2800 méter tengerszint feletti magasság között van, ahol csoportosan nő a hegyoldalakon.

## Galéria

Az óriás viaszpálma élőhelye
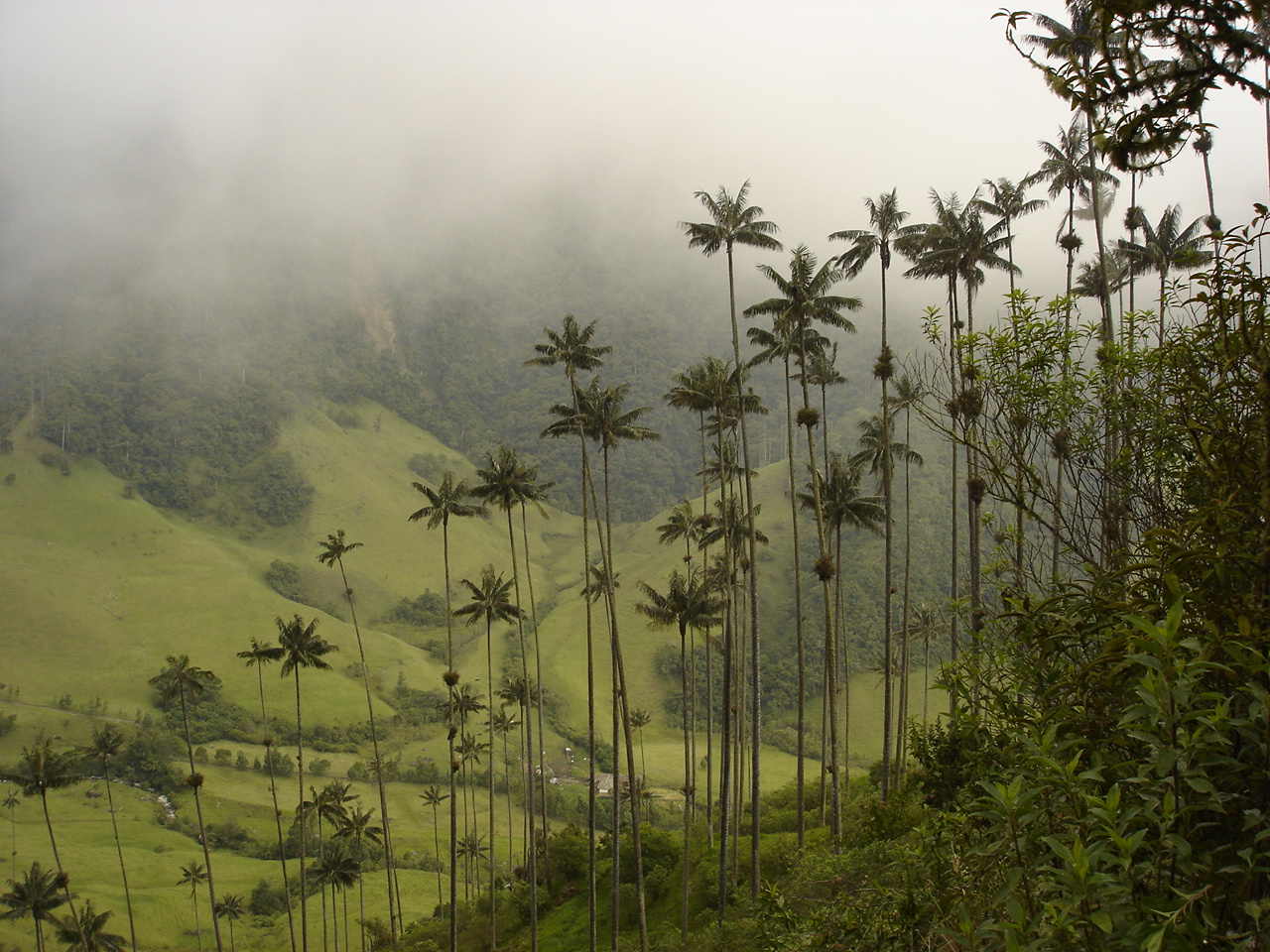
A Cocora völgy óriás viaszpálmákkal

## Fordítás
Ez a szócikk részben vagy egészben  a   Ceroxylon quindiuense című angol Wikipédia-szócikk fordításán alapul.  Az eredeti cikk szerkesztőit annak laptörténete sorolja fel. Ez a jelzés csupán a megfogalmazás eredetét és a szerzői jogokat jelzi, nem szolgál a cikkben szereplő információk forrásmegjelöléseként.